# Hidrofobnost
Hidrofóbnost (iz grščine hydros - voda + phobein - sovražiti, vodomrznost) ali lipofílnost označuje lastnost nekaterih snovi, da odbijajo vodo.
Hidrofobne molekule so navadno brez električnega naboja in električno nepolarizirane, zato s polarnimi molekulami vode ne morejo tvoriti vodikovih vezi. Za molekule vode je energijsko ugodneje, da tvorijo vodikove vezi z drugimi molekulami vode, kot da so obdane z molekulami, s katerimi ne morejo tvoriti vodikovih vezi, zato se takšne molekule v vodni raztopini slabo mešajo. Nasprotno pa se dobro mešajo v nepolarnih topilih, kjer sposobnost tvorjenja vodikovih vezi ni pomembna. Zgledi hidrofobnih snovi so alkani, olja, maščobe ipd. 
Hidrofobne snovi se uporabljajo za odstranjevanje olj iz vode, odstranjevanje razlite nafte in kemijski separaciji polarnih in nepolarnih frakcij. Hidrofobnost ima pomembno vlogo tudi pri zvijanju beljakovin v njihovo nativno prostorsko strukturo ter pri uravnavanju prehajanja snovi skozi celično membrano.
Nasprotna lastnost od hidrofobnosti je hidrofilnost.
Hidrofobnosti ne smemo zamenjevati s hidrofobijo, bolezenskim strahom pred vodo in plavanjem.